# موله
موله شهری در شهرستان کوکا در استان بانوا در بورکینافاسوی غربی است و جمعیت آن ۳,۵۳۹ نفر است.